# Psylloborini
Psylloborini — триба божьих коровок подсемейства Coccinellinae.

## Описание
Передний край переднеспинки едва вырезан, с округлёнными и не выступающими передними углами, более или менее сильно прикрывает глаза. Передний край наличника не вырезанный, без выступающих передних углов. Мандибулы часто с многозубчатой вершиной.

## Систематика
В составе трибы:
- род: Halyzia Mulsant, 1846
- род: Macroilleis Miyatake, 1965
- род: Protothea Weise, 1898
- род: Psyllobora Chevrolat in Dejean, 1837
- род: Vibidia Mulsant, 1846